# Skåpbil

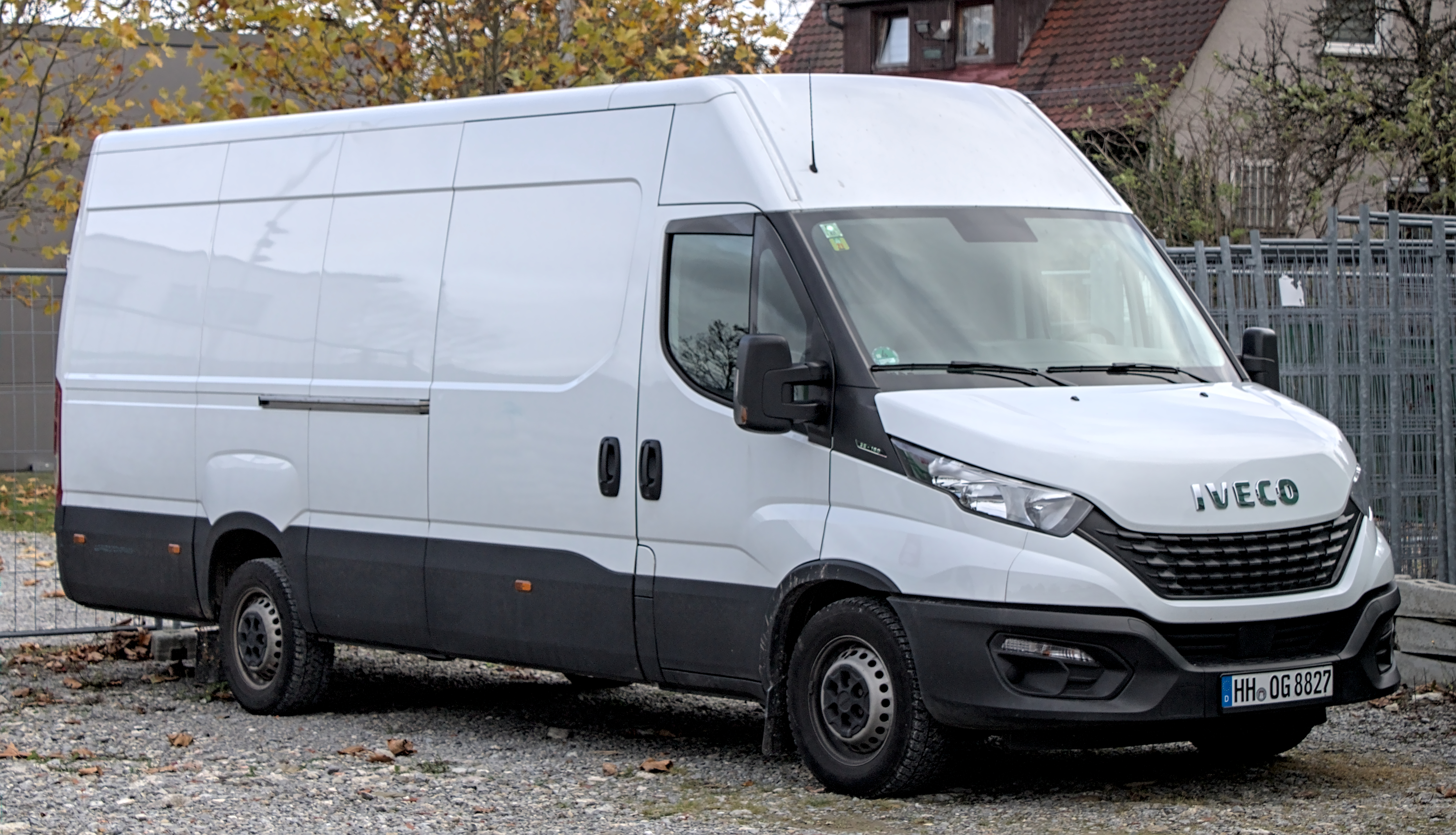
Iveco daily, ett av de mest sålda skåpbilsfabrikaten från 2000. International Van Of The Year: 2000, 2015, 2018. Såld: över 3 miljoner exemplar

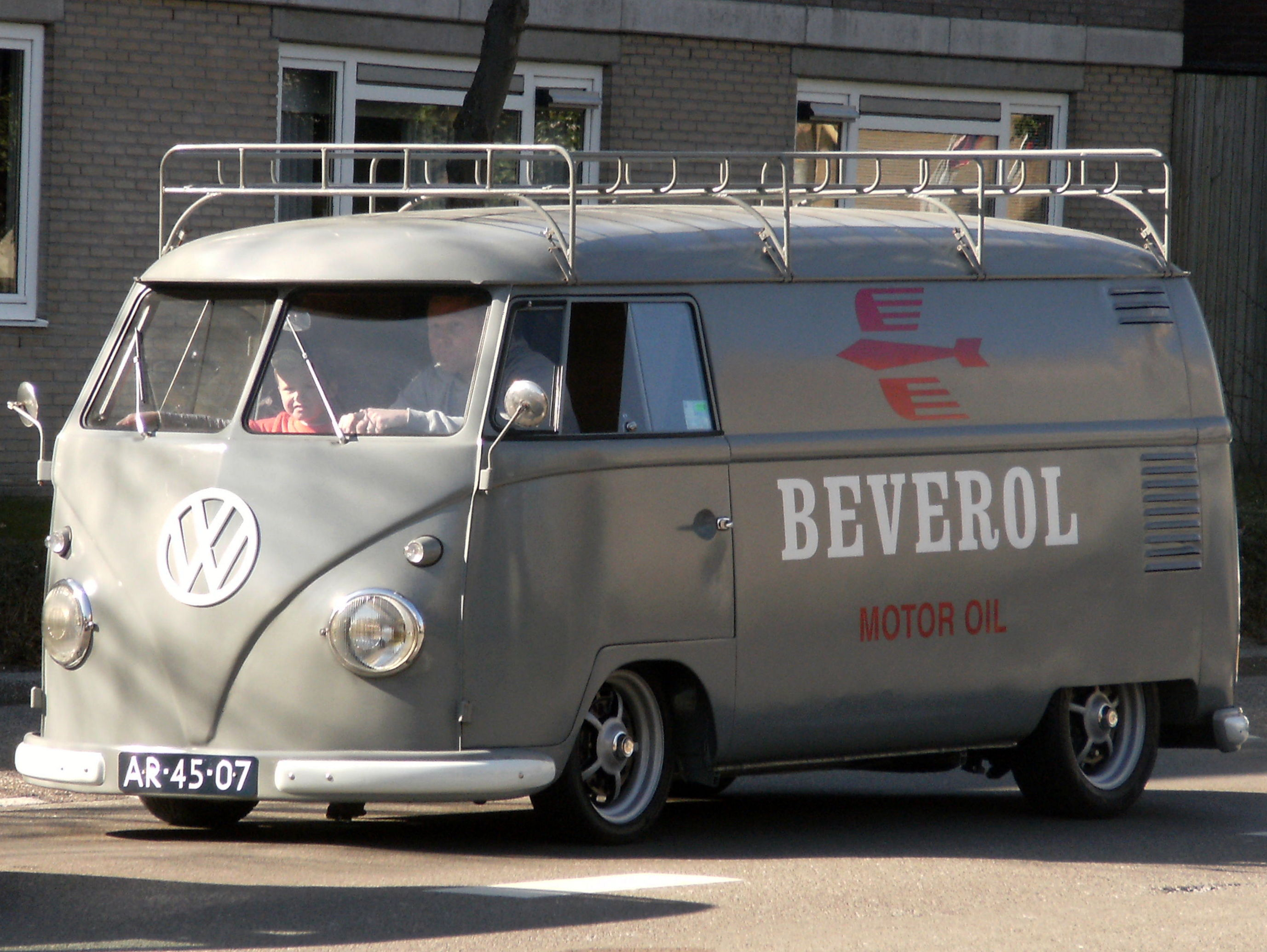
En klassisk folkabuss av äldre modell. Denna fanns både i varianter för persontransport (minibuss) och som ren skåpbil (med minimalt antal säten).

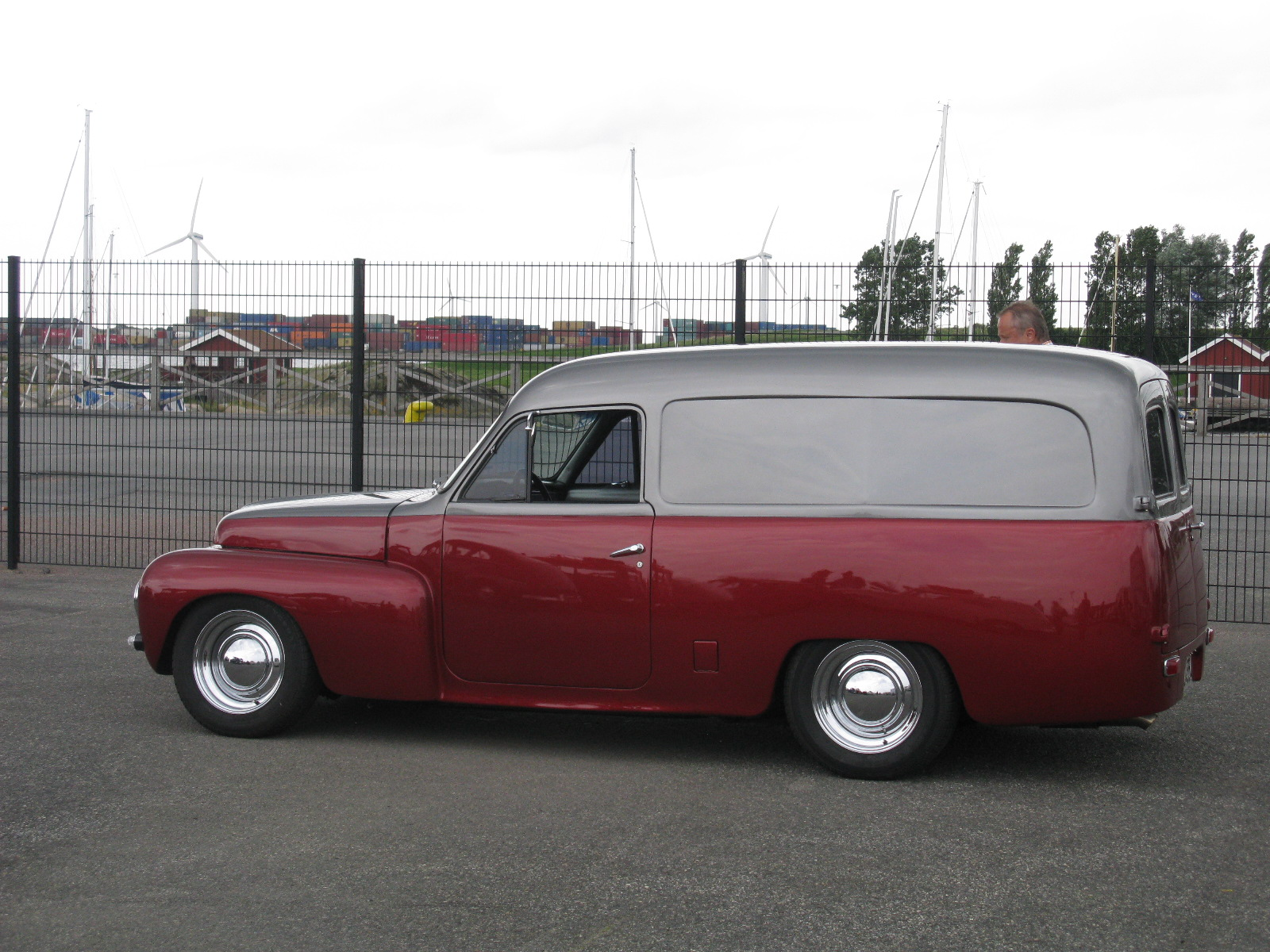
Skåpbilsvariant av Volvo Duett.

En skåpbil (även paketbil eller van) är en liten lastbil med ett skåpliknande lastutrymme. Lastutrymmet är vanligen bara åtkomligt genom dörrar bakpå eller bakpå samt på sidan av fordonet. Lastutrymmet är i regel helt eller delvis fönsterlöst.

## Beskrivning
En skåpbil är en sorts lätt lastbil, men den är nästan alltid helt täckt och har inget flak. För att få köra skåpbil krävs B-körkort ibland (över en visst fordonsvikt) C1-körkort.
Skåpbilar är i regel avsedda som rena lastfordon och har bara plats för föraren och en eller två passagerare. Ibland är förarutrymmet helt avskilt från lastutrymmet. En snarlik fordonstyp är minibussen, som istället är anpassad för persontransporter och har plats för upp till åtta passagerare. Den sistnämnda typen har till skillnad från skåpbilen bakre sidofönster, för passagerarnas bekvämlighet.

## Historik
På vissa svenska dialekter, bland annat finlandssvenska, används begreppet paketbil om fordonstypen. Detta ord är belagt i skrift sedan 1915 (Dagens Nyheter).
Ordet skåpbil finns belagt i tryck sedan 1928 (i Upsala Nya Tidning). Det är kopplat till ordet skåp i betydelsen "skåpliknande karosseri"; man kan "förse ett karosseri med skåp". Ordet skåp i denna betydelse finns dock belagt i tryck först från 1939 ("med skåp överbyggda lastautomobiler").
Om det finns sidodörrar på en skåpbil är dessa numera ofta utförda som skjutdörrar; detta blir mindre skrymmande vid i- och urlastning i trånga parkeringslägen. En av de tidigaste varianterna av skåpbil med skjutdörrar var Citroën  TUB som lanserades 1939.

## Mindre skåpbilar
Även personbilschassin kan förses med skåp. En sådan personbil är i formen ofta lik en kombi, men den har inga bakre sidofönster utan lastas genom bakdörrarna.
Flera personbilsmodeller har blivit kända genom sina skåpbilsvarianter. Detta inkluderar Volvo Duett, vilken även i sin ambulansversion saknade bakre sidodörrar (men då hade sidobakfönster). En svartmålad variant av skåpbilsduett (med eller utan sidobakfönster) tillverkades för användning som "likbil".

## Fabrikat
De flesta större bilmärken tillverkar även en eller flera skåpbilsvarianter. Nedan listas några exempel.
- Chevrolet Van
- Iveco Daily
- Mercedes-Benz Sprinter
- Volkswagen LT
- Renault Kangoo
- Peugeot Partner
- Ford Transit
- Iveco Fastlane

Flera av ovanstående (inklusive Kangoo och Partner) har tillverkats i varianter med bakre sidodörrar med fönster. Skillnaden gentemot en vanlig kombi är då att baksätena är lätt ihopfällbara (för större lastutrymme) och att sidodörrarna ofta är av skjutdörrstyp. Dessutom har fordonen en kupé med högt till tak, för lastvolymens skull.

## Van och van
Både skåpbil och minibuss kan benämnas som van.